# Taipo (rivière du district de Buller)
La rivière Taipo  (en anglais : Taipo River) est un cours d’eau du Nord de la région de la  West Coast dans l’Île du Sud de la Nouvelle-Zélande.

## Géographie
Elle s’écoule vers l’est à partir de sa source sur les pentes du “Mont Zetland ”, alimentée par de nombreux torrents drainant la face Nord de la chaîne de Allen Range pour atteindre le fleuve Karamea à 25 kilomètresau sud-est de la ville de Karamea.
Le chemin de randonnée nommé “Wangapeka Track”, suit la berge gauche de la rivière Taipo sur presque toute sa longueur, traverse le col de « Little Wanganui Saddle ». Le refuge de Taipo est localisé à  mi-chemin en descendant la vallée ,.